# Província d'Anvers
Anvers (en neerlandès Antwerpen) és una de les províncies de Bèlgica que forma part de la regió de Flandes.

## Els 70municipisde la província d'Anvers
1. Aartselaar
2. Antwerpen (Anvers)
3. Arendonk
4. Baarle-Hertog
5. Balen
6. Beerse
7. Berlaar
8. Boechout
9. Bonheiden
10. Boom
11. Bornem
12. Borsbeek
13. Brasschaat
14. Brecht
15. Dessel
16. Duffel
17. Edegem
18. Essen
19. Geel
20. Grobbendonk
21. Heist-op-den-Berg
22. Hemiksem
23. Herentals
24. Herenthout
25. Herselt
26. Hoogstraten
27. Hove
28. Hulshout
29. Kalmthout
30. Kapellen
31. Kasterlee
32. Kontich
33. Laakdal
34. Lier
35. Lille
36. Lint
37. Malle
38. Mechelen
39. Meerhout
40. Merksplas
41. Mol
42. Mortsel
43. Niel
44. Nijlen
45. Olen
46. Oud-Turnhout
47. Putte
48. Puurs
49. Ranst
50. Ravels
51. Retie
52. Rijkevorsel
53. Rumst
54. Schelle
55. Schilde
56. Schoten
57. Sint-Amands
58. Sint-Kathelijne-Waver
59. Stabroek
60. Turnhout
61. Vorselaar
62. Vosselaar
63. Westerlo
64. Wijnegem
65. Willebroek
66. Wommelgem
67. Wuustwezel
68. Zandhoven
69. Zoersel
70. Zwijndrecht

## Governadors des de 1830
- François de Robiano (1830-1831)
- Jean-François Tielemans (1831)
- Charles Rogier (1831-1832 and 1834-1840)
- Henri de Brouckère (1840-1844)
- Jules Malou (1844-1845)
- Jan Teichmann (1845-1862)
- Edward Pycke d'Ideghem (1862-1887)
- Charles du Bois de Vroylande (1887-1888)
- Edward Osy de Zegwaart (1889-1900)
- Fredegand Cogels (1900-1907)
- Louis de Brouchoven de Bergeyck (1907-1908)
- Ferdinand de Baillet-Latour (1908-1912)
- Gaston van de Werve de Schilde (1912-1923)
- Georges Holvoet (1923-1945)
- Richard Declerck (1946-1966)
- Andries Kinsbergen (1967-1993)
- Camille Paulus (des de 1993-2007)
- Cathy Berx (2008-…)